# 愛上觸不到的你
是一部2019年的美国浪漫愛情劇情片，改編自2018年拉克爾·李賓科特所著的同名小說。由賈斯汀·巴爾多尼執導，托比亞斯·伊安柯尼斯、米克基·達特里編劇，並由海莉·盧·理查森及科尔·斯普罗斯主演。電影於2019年3月15日在美國上映，3月29日在台灣上映，4月11日在香港上映。

## 劇情
兩位罹患囊腫性纖維化的患者史黛拉（Stella）（海莉·盧·理查森飾）與威爾（Will）（科尔·斯普罗斯飾）在同一間病院中治療，兩人從一開始的互看不順眼到相識並相戀，過程中因要控制病情無法與人太靠近而產生相隔六呎（約1.83公尺）的距離，如何克服病魔並突破距離變成他們之間最大的難題。
威爾感染了洋蔥伯克氏菌群，即便接受新的肺臟仍無法延長太久壽命，因而對人生感到消極。史黛拉發現威爾讓外來朋友使用其病床、不遵守服藥指示並於頂樓亂晃後，以當模特兒為交易讓威爾重拾對生命的信心，兩人產生情愫，但史黛拉發現威爾將其畫成趣味漫畫。
史黛拉進行手術時，威爾潛入訪視被護士芭芭拉（Nurse Barb）抓獲，並告知其先前讓兩位病人接觸後病情惡化的慘劇，因此不願再讓類似情形發生。威爾得知感染洋蔥柏克氏菌者的壽命無多之後不願出門，讓史黛拉和好友波（Poe）起了爭執，後來雙方和好。
史黛拉上傳影片讓威爾了解只要做好保護措施即可安心會面，且為了他願意將規定的六呎降到五呎（約一根撞球桿長），威爾遂放下心防，兩人於游泳池第一次約會。
威爾十八歲生日時，雙方朋友於醫院餐廳中祕密替威爾生日舉行慶祝，遭芭芭拉撞見，一怒之下將威爾轉至其他醫院。不久後史黛拉的波突然病逝，讓史黛拉悲痛萬分，自暴自棄一陣子後將威爾視為生命的最後目的並執意與其看耶誕燈會。
芭芭拉於兩人偷跑之時接獲可移植肺臟的消息，但史黛拉決定置之不理，與威爾於冰湖上玩耍。但肺臟的事情被威爾知悉，兩人拉扯中史黛拉墜湖，威爾為了拯救情人而施行口对口人工呼吸及心肺复苏術，導致史黛拉可能感染洋蔥柏克氏菌。
最終，史黛拉在威爾的期望下接受肺部移植，同時威爾與朋友們替史黛拉布置燈會，彌補缺憾。但最終威爾的臨床試驗並未成功，且為了保護史黛拉，兩人相隔玻璃窗道別後威爾離去。威爾留下的畫冊中，有真正的史黛拉素描，記錄著兩人相遇的每段過程。

## 演員
- 海莉·盧·理查森 飾
- 科尔·斯普罗斯 飾 Will
- 莫伊塞斯・阿里亞斯（英语：Moisés Arias） 飾
- Kimberly Hebert Gregory（英语：Kimberly Hebert Gregory） 飾
- 帕敏德·娜格拉（英语：Parminder Nagra） 飾
- 克萊兒·馥蘭妮 飾
- 艾琳娜·莎婷 飾
- 飾
- 蓋瑞・威克斯（英语：Gary Weeks） 飾
- 飾

## 製作與發行

### 製作
- 2017年1月，托比亞斯·伊安柯尼斯（英语：Tobias Iaconis）與米克基·達特里出售他們創作的未命名劇本給CBS影業（英语：CBS Films），並交由賈斯汀·巴爾多尼製作及執導。[11]
- 2018年1月，宣布科尔·斯普罗斯出演該電影，並且正式命名為[12][13]。同年4月，海莉·盧·理查森與莫伊塞斯・阿里亞斯（英语：Moisés Arias）參與演出，並於下個月開始進行拍攝。[14][15]
- 2018年5月25日，於路易斯安那州紐奧良開始主体拍摄[16][17]，歷時一個月後於6月26日結束拍攝。

### 發行
- 2018年11月2日，CBS影業（英语：CBS Films）官方頻道釋出首支預告，並預計2019年3月上映[18]。2019年2月13日，正式釋出第二支預告，於3月15日在美國上映。[19]
- 2019年3月7日，於好萊塢舉行首映會。[20]

## 回響

### 票房
在美國和加拿大，《愛上觸不到的你》與《異類占領》及《奇幻遊樂園》一同上映，並預計在上映首週能在2600個影院中取得600萬至1000萬美元的票房。上映當天，電影取得了540萬美元的票房成績，包括其在星期四晚上的首映禮71.5萬美元的票房。票房最終達到1310萬美元，僅次於《驚奇隊長》和《奇幻遊樂園》。

### 評價
根據評論平台《爛番茄》，在77則評論中，電影支持率為93%，平均得分為10分裡的9.63。該網站的關鍵共識寫道:“《愛上觸不到的你》完全地觸動心弦。”根據上的22個評論，總得分為100分裡的97分，顯示“完美的評論”。在《影院评分》中，觀眾在A+至F的評分中給予“A”的評分，影迷於《PostTrak》在5顆星中給予4.5顆星的評分。

## 外部連結
- 互联网电影数据库（IMDb）上《愛上觸不到的你》的资料（英文）
- Box Office Mojo上《愛上觸不到的你》的資料（英文）
- 爛番茄上《愛上觸不到的你》的資料（英文）
- Metacritic上《愛上觸不到的你》的資料（英文）
- AllMovie上《愛上觸不到的你》的资料（英文）
- 豆瓣电影上《愛上觸不到的你》的資料 （简体中文）